# Siêu Trái Đất

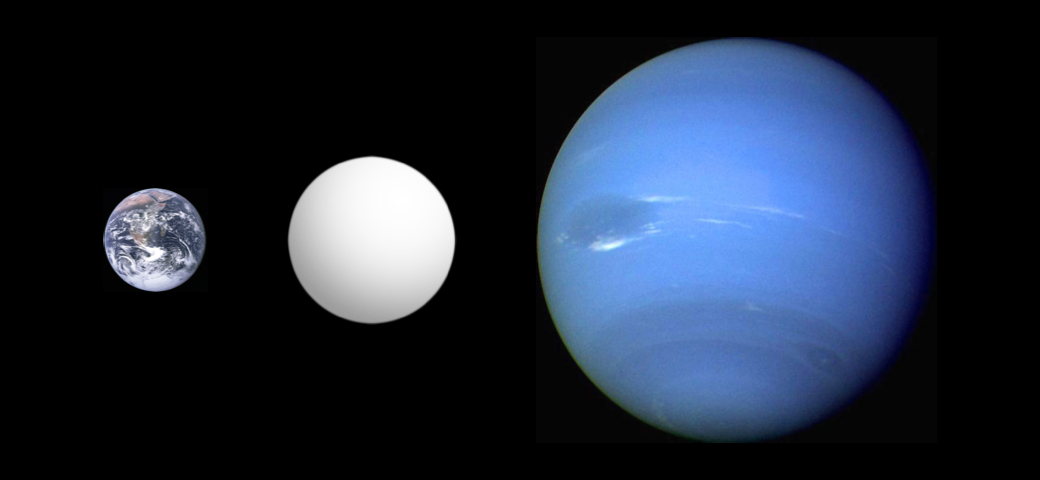
Minh họa kích thước được suy luận của siêu Trái Đất CoRoT-7b (giữa) so với Trái Đất và Sao Hải Vương

Siêu Trái Đất là những hành tinh ngoài hệ Mặt Trời có khối lượng lớn hơn Trái Đất, nhưng nhỏ hơn nhiều so với các hành tinh băng khổng lồ của hệ Mặt Trời: Sao Thiên Vương (gấp 14,5 lần Trái Đất) và Sao Hải Vương (gấp 17 lần Trái Đất). Thuật ngữ "siêu Trái Đất" chỉ phản ánh khối lượng của các hành tinh này chứ không nói lên điều gì về các điều kiện trên bề mặt hoặc khả năng sinh sống của chúng.
Các hành tinh bay quanh các ngôi sao ngoài Hệ Mặt Trời có độ sáng biểu kiến rất thấp. Các kỹ thuật quan sát hiện nay thường tìm thấy các hành tinh có khối lượng cỡ Sao Mộc. Việc phát hiện các siêu Trái Đất với khối lượng vài chục lần Trái Đất đã được xem là tiến bộ trong quan sát khi những hành tinh kiểu này lần đầu được tìm thấy bay quanh sao Mu Arae.

## Lịch sử quan sát, phát hiện

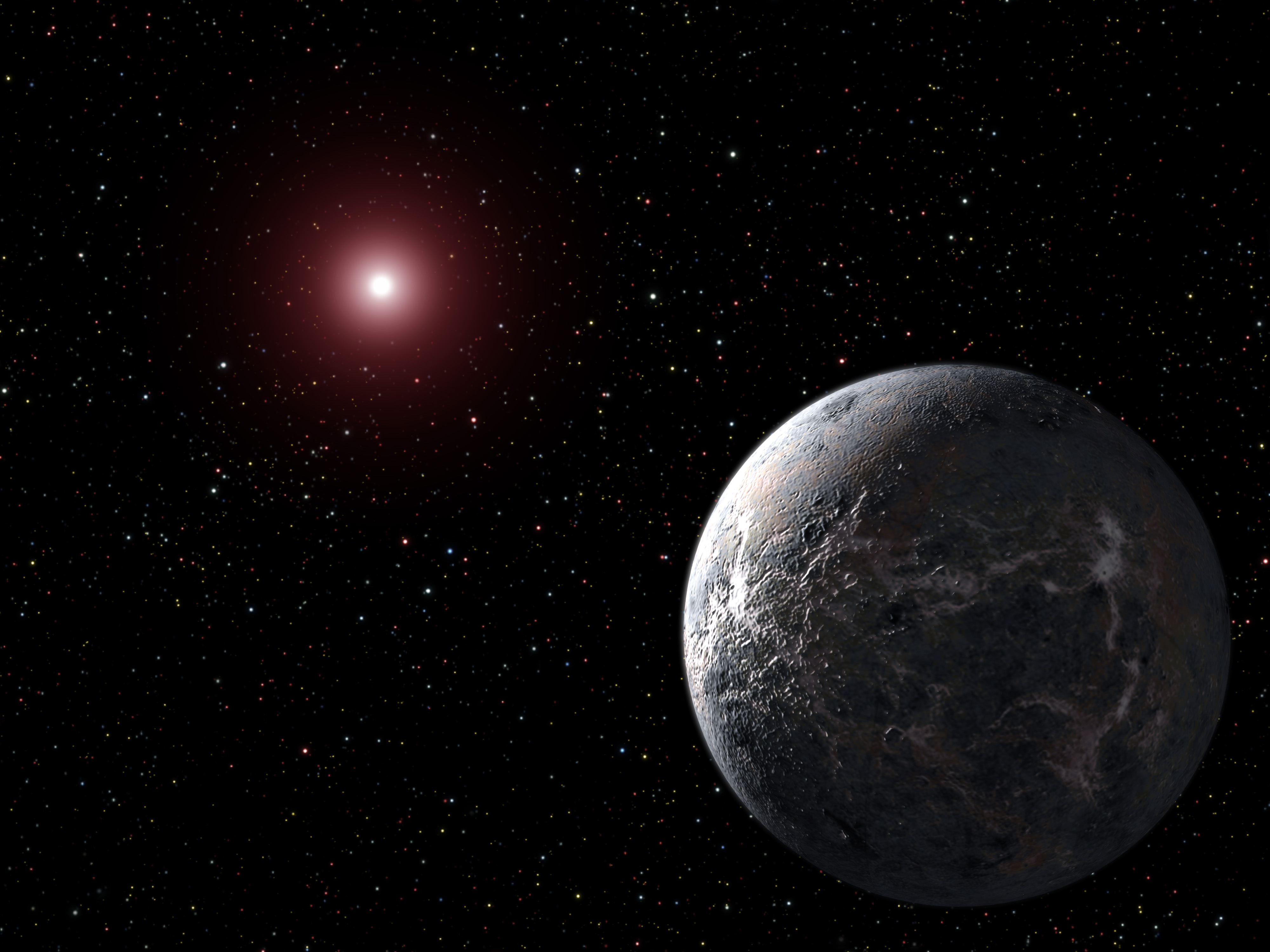
Siêu Trái Đất OGLE-2005-BLG-390Lb

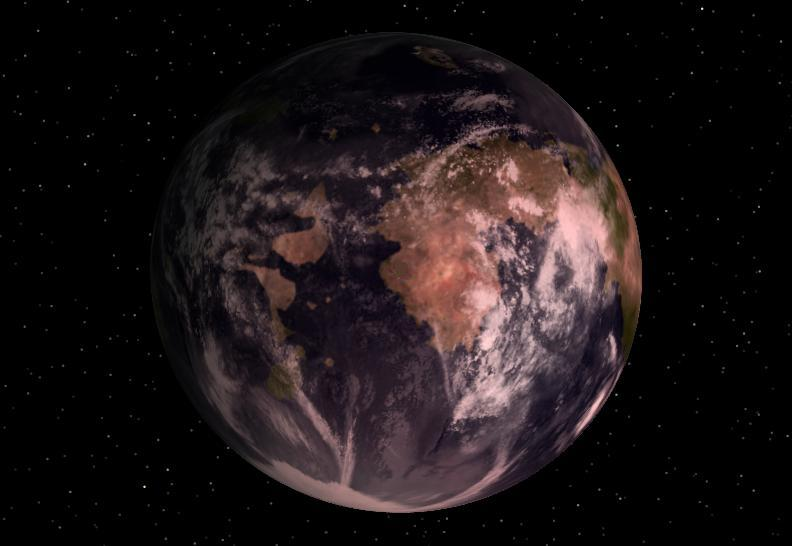
Gliese 581c

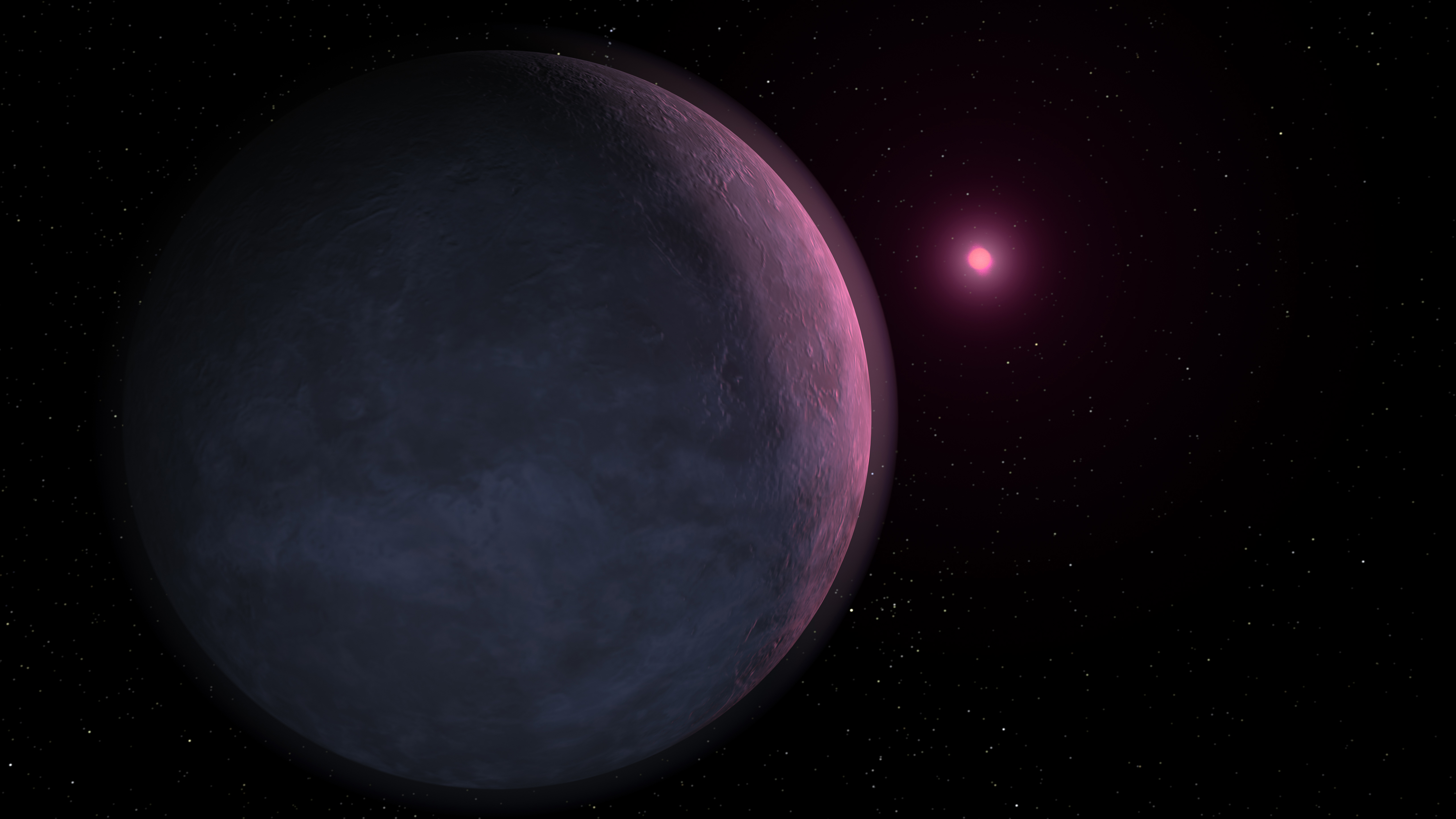
MOA-2007-BLG-192Lb

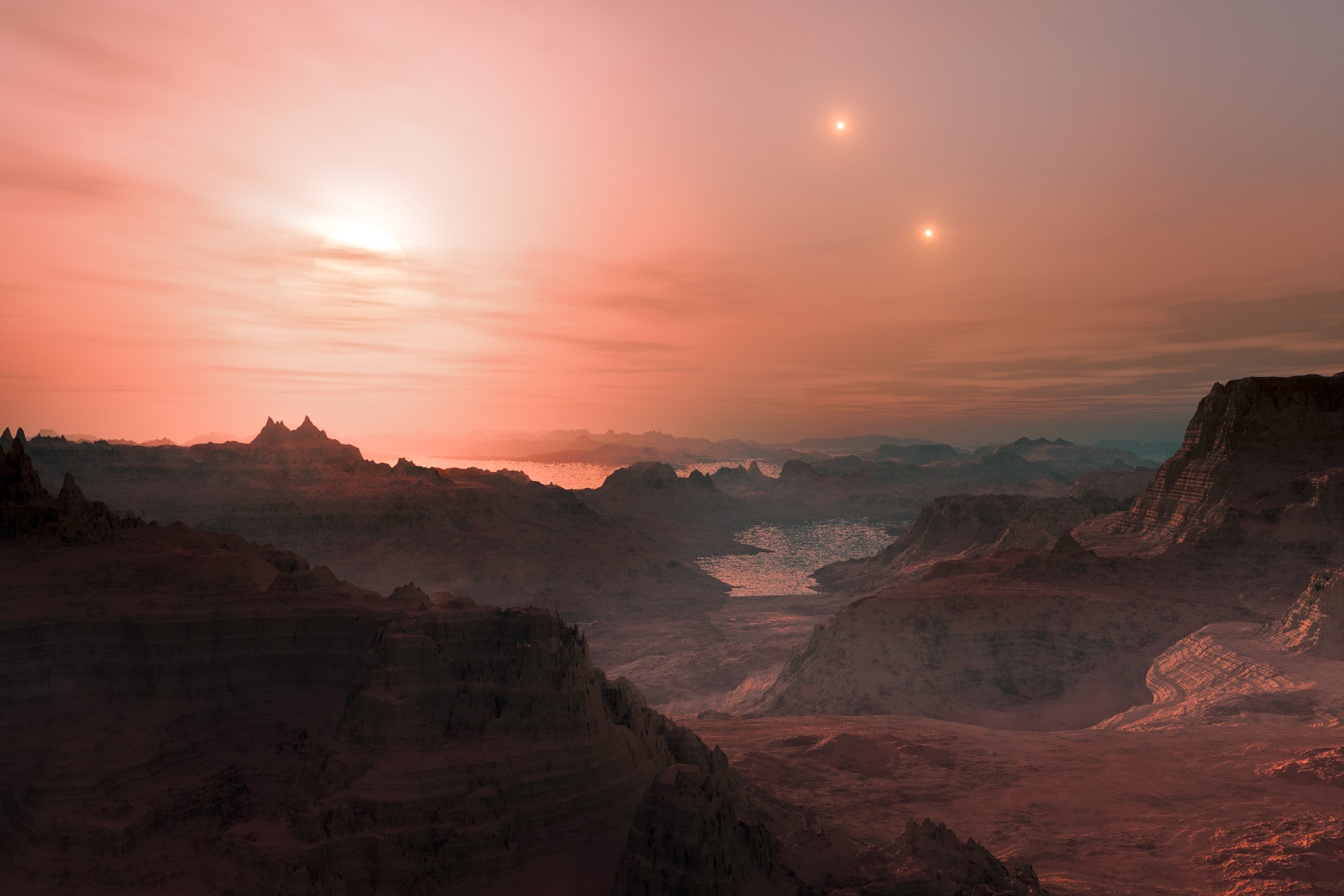
Gliese 667 Cc

Ngày 26 tháng 1 năm 2006, các nhà thiên văn học thông báo đã tìm ra siêu Trái Đất nhỏ nhất, có mã số OGLE-2005-BLG-390Lb.
Vào lúc 6:00 GMT ngày 9 tháng 10 năm 2008, Cơ quan Vũ trụ Ukraina ở Evpatoria đã gửi thông điệp đến một siêu Trái Đất có tên gọi là Gliese 581 c. Nếu ở nơi đó có sự sống, nhân loại sẽ hy vọng nhận được thông tin phản hồi vào năm 2049. Gliese 581 c với nhiệt độ 0–40 °C sẽ có nhiều cơ hội tồn tại sự sống ở đó.
Cũng trong tháng 6 năm 2008, David P. Bennett ở Microlensing Observations in Astrophysics đã phát hiện ra MOA-2007-BLG-192Lb, cũng là một hành tinh đặc như Trái Đất và ở cách Trái Đất 3000 năm ánh sáng về phía chòm sao Nhân Mã.